# Terastia subjectalis
Espèce
Terastia subjectalis est une espèce d'insectes lépidoptères de la famille des Crambidae.

## Répartition
Ce papillon se rencontre sur les îles du Pacifique et de l'océan Indien et en Australie.

## Description
L'imago est particulièrement mimétique. Les larves se nourrissent des arbres à fleurs du genre Erythrina, dont Erythrina monosperma et Erythrina indica.

## Classification
Le nom valide complet (avec auteur) de ce taxon est Terastia subjectalis Lederer, 1863.
Terastia subjectalis a pour synonymes :
- Megaphysa quadratalis Walker
- Terastia sujectalis Lederer, 1863